# Clermont (Capitale-Nationale)
Clermont – miasto w Kanadzie, w prowincji Quebec, w regionie Capitale-Nationale i MRC Charlevoix-Est. Pierwsza osada rolnicza pojawiła się tutaj na początku XIX wieku i nazywała się Chute Nairne. W wyniku starań księdza Félixa-Antoine'a Savarda w 1931 roku Chute Nairne uzyskała własną parafię i kościół (dotychczas mieszkańcy musieli uczęszczać do kościoła parafii Saint-Étienne w La Malbaie) utworzoną przez biskupa Chicoutimi. W 1935 okolice osady zostały inkorporowane jako gmina Clermont.
Liczba mieszkańców Clermont wynosi 3 041. Język francuski jest językiem ojczystym dla 99,2%, angielski dla 0,3% mieszkańców (2006).